# Premis Oscar de 1949
Els Premis Oscar de 1949 (en anglès: 22th Academy Awards) foren presentats el 23 de març de 1950 en una cerimònia realitzada al RKO Pantages Theatre de Los Angeles.
La cerimònia fou presentada per l'actor Paul Douglas.

## Curiositats
Aquesta fou l'última edició en la qual les cinc candidates a millor pel·lícula foren rodades en blanc i negre.
La pel·lícula més nominada de la nit fou The Heiress de William Wyler amb vuit nominacions, alhora que fou la més guardonada rebent quatre premis Oscar, entre ells millor actriu. El film que s'endugué el premi a millor pel·lícula fou All the King's Men de Robert Rossen, que també guanyà el premi a millor actor i actriu secundària. Per la seva part Joseph L. Mankiewicz aconseguí el premi a millor director pel drama romàntic A Letter to Three Wives.

## Premis
| Millor pel·lícula | Millor director |
| --- | --- |
| - All the King's Men (Robert Rossen per Columbia Pictures) - Battleground (Dore Schary per Metro-Goldwyn-Mayer) - The Heiress (William Wyler per Paramount Pictures) - A Letter to Three Wives (Sol C. Siegel per 20th Century Fox) - Twelve O'Clock High (Darryl F. Zanuck per 20th Century Fox) | - Joseph L. Mankiewicz per A Letter to Three Wives - Carol Reed per L'ídol caigut - Robert Rossen per All the King's Men - William A. Wellman per Battleground - William Wyler per The Heiress |
| Millor actor | Millor actriu |
| - Broderick Crawford per All the King's Men com a Willie Stark - Kirk Douglas per Champion com a Michael "Midge" Kelly - Gregory Peck per Twelve O'Clock High com a Brigadier Frank Savage - Richard Todd per The Hasty Heart com a Capità Lachlan 'Lachie' MacLachlan - John Wayne per Sands of Iwo Jima com a Sargent John M. Stryker | - Olivia de Havilland per The Heiress com a Catherine Sloper - Jeanne Crain per Pinky com a Patricia "Pinky" Johnson - Susan Hayward per My Foolish Heart com a Eloise Winters - Deborah Kerr per Edward, My Son com a Evelyn Boult - Loretta Young per Come to the Stable com a Germana Margaret                                                            |
| Millor actor secundari | Millor actriu secundària |
| - Dean Jagger per Twelve O'Clock High com a Tinent Harvey Stovall - John Ireland per All the King's Men com a Jack Burden - Arthur Kennedy per Champion com a Connie Kelly - Ralph Richardson per The Heiress com a Dr. Austin Sloper - James Whitmore per Battleground com a Sargent Class Kinnie | - Mercedes McCambridge per All the King's Men com a Sadie Burke - Ethel Barrymore per Pinky com a Miss Em - Celeste Holm per Come to the Stable com a Germana Escolàstica - Elsa Lanchester per Come to the Stable com a Amelia Potts - Ethel Waters per Pinky com a Dicey Johnson                                                                           |
| Millor guió original | Millor guió adaptat |
| - Robert Pirosh per Battleground - Sidney Buchman per Jolson Sings Again - T. E. B. Clarke per Passport to Pimlico - Alfred Hayes, Federico Fellini, Sergio Amidei, Marcello Pagliero i Roberto Rossellini per Paisà - Helen Levitt, Janice Loeb i Sidney Meyers per The Quiet One | - Joseph L. Mankiewicz per A Letter to Three Wives (sobre hist. de John Klempne) - Carl Foreman per Champion (sobre hist. de Ring Lardner) - Graham Greene per L'ídol caigut (sobre hist. pròpia) - Robert Rossen per All the King's Men (sobre hist. de Robert Penn Warren) - Cesare Zavattini per El lladre de bicicletes (sobre hist. de Luigi Bartolini) |
| Millor història | Millor curtmetratge d'animació |
| - Douglas Morrow per The Stratton Story - Harry Brown per Sands of Iwo Jima - Virginia Kellogg per Al roig viu - Clare Boothe Luce per Come to the Stable - Shirley W. Smith i Valentine Davies per It Happens Every Spring | - For Scent-imental Reasons d'Edward Selzer - Canary Row d'Edward Selzer - Hatch Up Your Troubles de Fred Quimby - The Magic Fluke d'Stephen Bosustow - Toy Tinkers de Walt Disney |
| Millor banda sonora - Dramàtica o còmica | Millor banda sonora - Musical |
| - Aaron Copland per The Heiress - Max Steiner per Beyond the Forest - Dimitri Tiomkin per Champion | - Roger Edens i Lennie Hayton per Un dia a Nova York - Ray Heindorf per Look for the Silver Lining - Morris Stoloff i George Duning per Jolson Sings Again |
| Millor cançó original | Millor so |
| - Frank Loesser (música i lletra) per Neptune's Daughter ("Baby, It's Cold Outside") - Jule Styne (música); Sammy Cahn (lletra) per It's a Great Feeling ("It's a Great Feeling") - Eliot Daniel (música); Larry Morey (lletra) per So Dear to My Heart ("Lavender Blue") - Victor Young (música); Ned Washington (lletra) per My Foolish Heart ("My Foolish Heart") - Alfred Newman (música); Mack Gordon (lletra) per Come to the Stable ("Through a Long and Sleepless Night") | - Thomas T. Moulton per Twelve O'Clock High - Daniel J. Bloomberg per Sands of Iwo Jima - Leslie I. Carey per Once More, My Darling |
| Millor direcció artística - Blanc i Negre | Millor direcció artística - Color |
| - John Meehan i Harry Horner; Emile Kuri per The Heiress - Cedric Gibbons i Jack Martin Smith; Edwin B. Willis i Richard A. Pefferle per Madame Bovary - Lyle R. Wheeler i Joseph C. Wright; Thomas Little i Paul S. Fox per Come to the Stable | - Cedric Gibbons i Paul Groesse; Edwin B. Willis i Jack D. Moore per Donetes - Edward Carrere; Lyle Reifsnider per Adventures of Don Juan - Jim Morahan, William Kellner i Michael Relph per Saraband for Dead Lovers |
| Millor fotografia - Blanc i Negre | Millor fotografia - Color |
| - Paul C. Vogel per Battleground - Joseph LaShelle per Come to the Stable - Franz Planer per Champion - Leon Shamroy per Prince of Foxes - Leo Tover per The Heiress | - Winton Hoch per La legió invencible - Charles G. Clarke per Sand - Robert Planck i Charles Schoenbaum per Donetes - William Snyder per Jolson Sings Again - Harry Stradling per The Barkleys of Broadway |
| Millor vestuari - Blanc i Negre | Millor vestuari - Color |
| - Edith Head i Gile Steele per The Heiress - Vittorio Nino Novarese per Prince of Foxes | - Leah Rhodes, Travilla i Marjorie Best per Adventures of Don Juan - Kay Nelson per Mother Is a Freshman |
| Millor muntatge | Millors efectes especials |
| - Harry Gerstad per Champion - John Dunning per Battleground - Frederic Knudtson per The Window - Robert Parrish i Al Clark per All the King's Men - Richard L. Van Enger per Sands of Iwo Jima | - El gran goril·la (Arko Production) - Tulsa (Walter Wagner Pictures) |
| Millor documental | Millor curtmetratge documental |
| - Daybreak in Udi (Crown Film Unit) - Kenji Comes Home de Paul F. Heard | - A Chance to Live de Richard De Rochemont - So Much for So Little d'Edward Selzer - 1848 (French Cinema General Cooperative) - The Rising Tide (St. Francis-Xavier University Nova Scotia) |
| Millor curtmetratge, un carret | Millor curtmetratge, dos carrets |
| - Aquatic House Party de Jack Eaton - Roller Derby Girl de Justin Herman - So You Think You're Not Guilty de Gordon Hollingshead - Spills and Chills de Walton C. Ament - Water Trix de Pete Smith | - Van Gogh de Gaston Diehl i Robert Hessens - The Boy and the Eagle de William Lasky - Chase of Death d'Irving Allen - The Grass Is Always Greener de Gordon Hollingshead - Snow Carnival de Gordon Hollingshead |

## Oscar Honorífic

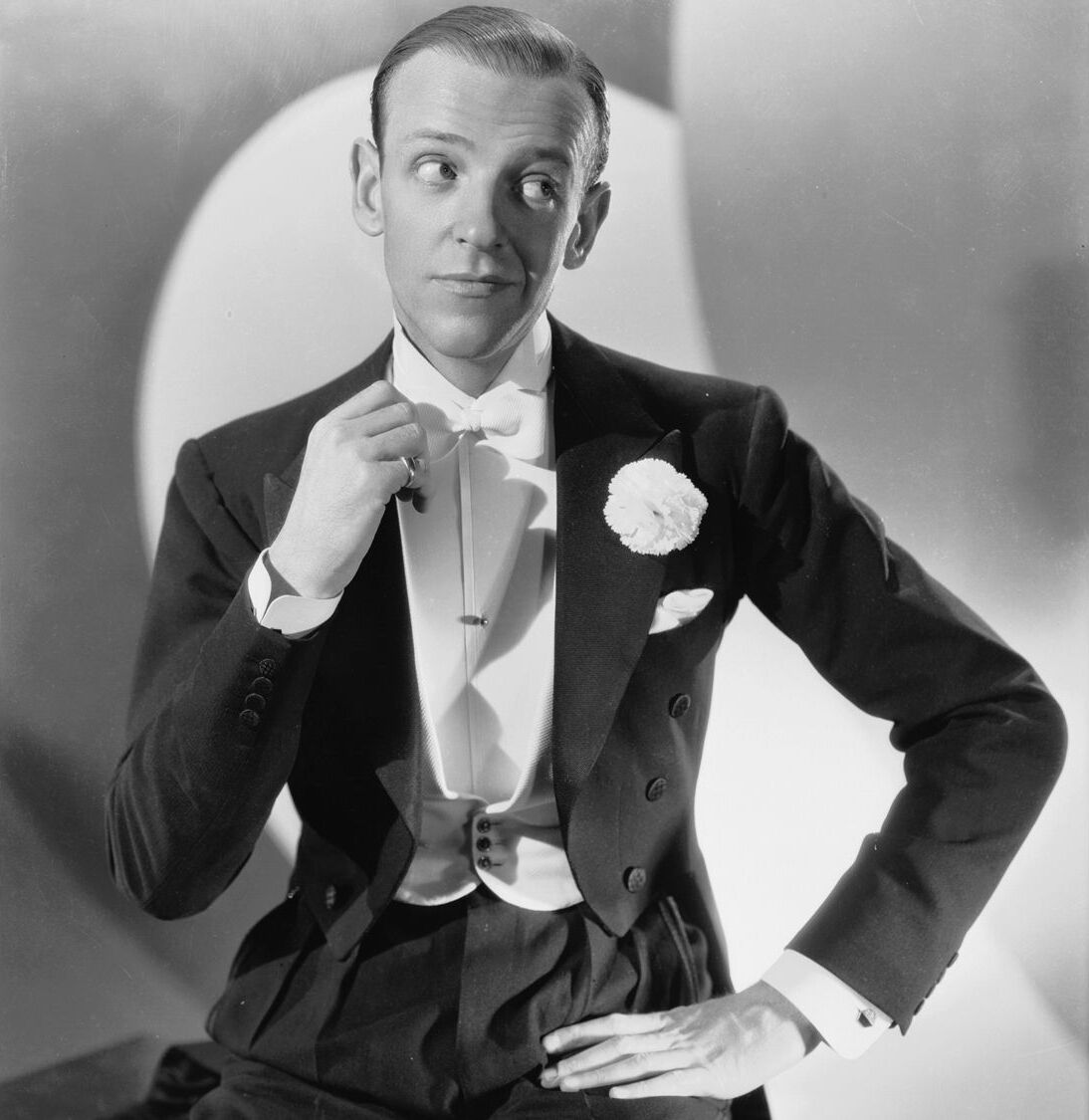
Fred Astaire

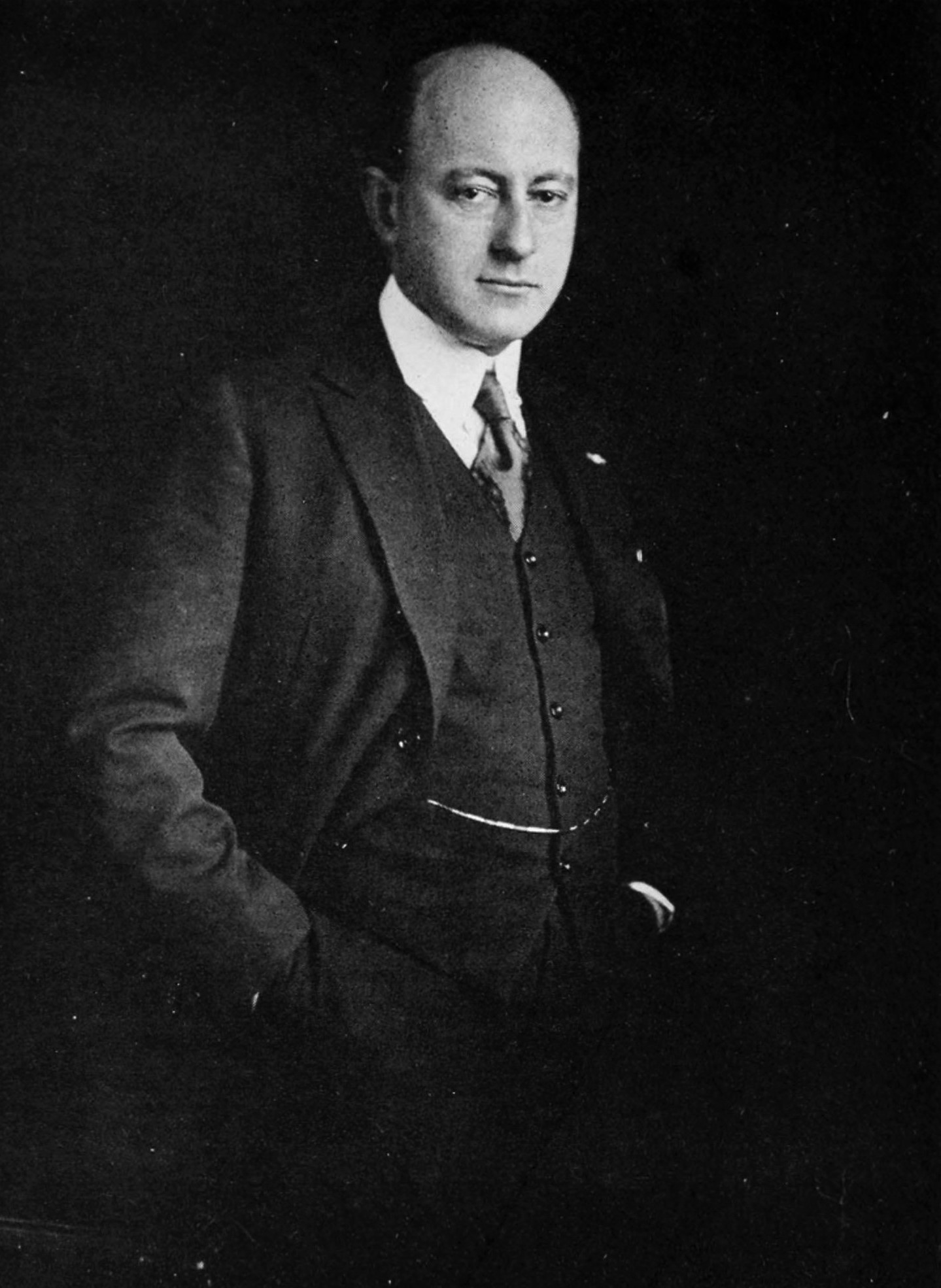
Cecil B. DeMille

- Fred Astaire - pel seu art singular i les seves contribucions a la tècnica d'imatges musicals. [estatueta]
- Cecil B. DeMille - distingit per ser pioner del cinema durant 37 anys de brillant espectacle. [estatueta]
- Jean Hersholt - en reconeixement del seu servei a l'Acadèmia durant quatre mandats com a president. [estatueta sobre una base quadrada de fusta]
- El lladre de bicicletes de Vittorio de Sica (Itàlia) - votat per la Junta de Governadors de l'Acadèmia com la pel·lícula en llengua estrangera més destacada durant el 1949. [estatueta. Premi especial]

## Oscar Juvenil
- Bobby Driscoll - com a actor infantil més destacat de 1949. [estatueta en miniatura]

## Presentadors
- June Allyson i Dick Powell (millor fotografia)
- Anne Baxter i John Hodiak (millors curtmetratges)
- Charles Brackett (Premi Honorífic a Cecil B. DeMille)
- James Cagney (millor pel·lícula)
- Peggy Dow i Joanne Dru (millor vestuari)
- Jose Ferrer (Permis Científics i Tècnics)
- Barbara Hale i Ruth Roman (millor direcció artística)
- James Hilton (millors guions)
- John Lund (millor so)
- Ida Lupino (millor director)
- Ray Milland (millor actriu secundària)
- George Murphy (millors documentals)
- Patricia Neal (millors efectes especials)
- Donald O'Connor (Oscar Juvenil a Bobby Driscoll)
- Cole Porter (premis musicals)
- Micheline Presle (Premi Especial a millor pel·lícula estrangera)
- Ronald Reagan (Premi Honorífic a Jean Hersholt)
- Mark Robson (millor muntatge)
- Ginger Rogers (Premi Honorífic a Fred Astaire)
- James Stewart (millor actriu)
- Claire Trevor (millor actor secundari)
- Jane Wyman (millor actor)

### Actuacions
- Gene Autry
- Ann Blyth
- Arlene Dahl, Betty Garrett, Ricardo Montalban i Red Skelton ("Baby, It's Cold Outside" de Neptune's Daughter)
- Dean Martin
- Smilin' Jack Smith

## Múltiples nominacions i premis
| Les següents pel·lícules van rebre diverses nominacions: - 8 nominacions: The Heiress - 7 nominacions: All the King's Men i Come to the Stable - 6 nominacions: Battleground i Champion - 4 nominacions: Sands of Iwo Jima i Twelve O'Clock High - 3 nominacions: Jolson Sings Again, A Letter to Three Wives i Pinky - 2 nominacions: Adventures of Don Juan, The Fallen Idol, Little Women, My Foolish Heart i Prince of Foxes | Les següents pel·lícules van rebre més d'un premi: - 4 premis: The Heiress - 3 premis: All the King's Men - 2 premis: Battleground, A Letter to Three Wives i Twelve O'Clock High |